# Budapest Hurricanes 2012
Questa voce raccoglie le informazioni riguardanti i Budapest Hurricanes nelle competizioni ufficiali della stagione 2012.

## Hungarian Football League 2012

### Stagione regolare
| Győr 8 settembre 2012 2ª giornata | Győr Sharks | 7 – 41 (7-0 0-13 0-21 0-7) referto | Budapest Hurricanes | Elektromos Sporttelep |

| Budapest 29 settembre 2012 5ª giornata | Budapest Hurricanes | 33 – 27 (14-3 0-17 7-0 12-7) referto | Budapest Wolves | Építők Sporthostel |

| Budapest 6 ottobre 2012 6ª giornata | Újbuda Rebels | 14 – 30 (0-3 14-7 0-13 0-7) referto | Budapest Hurricanes | Építők Sporthostel |

### Playoff
| Budapest 22 ottobre 2012 Hungarian Bowl | Budapest Hurricanes | 21 – 65 (8-14 7-17 6-20 0-14) referto | Budapest Wolves | Sport utcai Stadion (4000 spett.) |
| Danku Q1 ( TD ) 15yd pass from Bencsics ? Q2 ( tpc ) Kriston Q2 ( TD ) 28yd pass from Bencsics ? Q2 ( pat ) Elek Q3 ( TD ) 73yd pass from Bencsics Marcatori Cseperkáló Q1 ( TD ) 1yd run ? Q1 ( pat ) Lenner Q1 ( TD ) 55yd run ? Q1 ( pat ) Cseperkáló Q2 ( TD ) 35yd run ? Q2 ( pat ) Storcz Q2 ( TD ) 10yd pass from Récsei ? Q2 ( pat ) Storcz Q2 ( FG ) 34yd Piros Q3 ( TD ) 58yd pass from Storcz ? Q3 ( pat ) Piros Q3 ( TD ) 17yd pass from Récsei Piros Q3 ( TD ) 17yd pass from Récsei ? Q3 ( pat ) Récsei Q4 ( TD ) 1yd run ? Q4 ( pat ) Király Q4 ( TD ) 17yd pass from Madarász ? Q4 ( pat ) |                     | |                 |                                   |
| |                     | |                 |                                   |
| Danku Q1 (TD) 15yd pass from Bencsics ? Q2 (tpc) Kriston Q2 (TD) 28yd pass from Bencsics ? Q2 (pat) Elek Q3 (TD) 73yd pass from Bencsics | Marcatori           | Cseperkáló Q1 (TD) 1yd run ? Q1 (pat) Lenner Q1 (TD) 55yd run ? Q1 (pat) Cseperkáló Q2 (TD) 35yd run ? Q2 (pat) Storcz Q2 (TD) 10yd pass from Récsei ? Q2 (pat) Storcz Q2 (FG) 34yd Piros Q3 (TD) 58yd pass from Storcz ? Q3 (pat) Piros Q3 (TD) 17yd pass from Récsei Piros Q3 (TD) 17yd pass from Récsei ? Q3 (pat) Récsei Q4 (TD) 1yd run ? Q4 (pat) Király Q4 (TD) 17yd pass from Madarász ? Q4 (pat) |                 |                                   |

## Austrian Football Division 2 2012

### Stagione regolare
| Hohenems 1º aprile 2012 1ª giornata | Cineplexx Blue Devils 2 | 12 – 7 (0-0 0-0 6-0 6-7) | Budapest Hurricanes | Stadion Herrenried (200 spett.) |

| Budapest 8 aprile 2012 2ª giornata | Budapest Hurricanes | 62 – 0 | Styrian Bears | Építők Sporthostel |

| Budapest 21 aprile 2012 3ª giornata | Budapest Hurricanes | 42 – 0 (21-0 7-0 14-0 0-0) | Red Lions Hall | Építők Sporthostel |

| Sankt Pölten 12 maggio 2012 5ª giornata | Sankt Pölten Invaders | 6 – 23 (0-0 0-16 6-0 0-7) | Budapest Hurricanes |  |

| Budapest 20 maggio 2012 6ª giornata | Budapest Hurricanes | 79 – 30 (42-8 14-8 7-6 16-8) | Amstetten Thunder | Építők Sporthostel |

| Schwaz 27 maggio 2012 7ª giornata | Schwaz Hammers | 6 – 28 (3-0 0-21 3-7 0-0) | Budapest Hurricanes | Regionales Sportzenrum |

### Playoff
| Amstetten 17 giugno 2012 Semifinale | Amstetten Thunder | 38 – 73 (0-14 16-23 14-13 8-23) | Budapest Hurricanes | Umdasch Stadion |

| Hohenems 24 giugno 2012 Iron Bowl | Cineplexx Blue Devils 2 | 14 – 6 (0-0 0-0 7-0 7-6) | Budapest Hurricanes | Stadion Herrenried (600 spett.) |

## Statistiche di squadra
| Competizione             | %Vittorie | In casa | In casa | In casa | In casa | In casa | In casa | In trasferta | In trasferta | In trasferta | In trasferta | In trasferta | In trasferta | Totale | Totale | Totale | Totale | Totale | Totale |
| Competizione             | %Vittorie | G       | V       | N       | P       | Pf      | Ps      | G            | V            | N            | P            | Pf           | Ps           | G      | V      | N      | P      | Pf     | Ps     |
| ------------------------ | --------- | ------- | ------- | ------- | ------- | ------- | ------- | ------------ | ------------ | ------------ | ------------ | ------------ | ------------ | ------ | ------ | ------ | ------ | ------ | ------ |
| HFL - Stagione regolare  | 1.000     | 1       | 1       | 0       | 0       | 33      | 27      | 2            | 2            | 0            | 0            | 71           | 21           | 3      | 3      | 0      | 0      | 104    | 48     |
| HFL - Playoff            | .000      | 1       | 0       | 0       | 1       | 21      | 65      | 0            | 0            | 0            | 0            | 0            | 0            | 1      | 0      | 0      | 1      | 21     | 65     |
| AFD2 - Stagione regolare | .833      | 3       | 3       | 0       | 0       | 183     | 30      | 3            | 2            | 0            | 1            | 58           | 24           | 6      | 5      | 0      | 1      | 241    | 54     |
| AFD2 - Playoff           | .500      | 0       | 0       | 0       | 0       | 0       | 0       | 2            | 1            | 0            | 1            | 79           | 52           | 2      | 1      | 0      | 1      | 79     | 52     |
| Totale                   | .750      | 5       | 4       | 0       | 1       | 237     | 122     | 7            | 5            | 0            | 2            | 208          | 97           | 12     | 9      | 0      | 3      | 445    | 219    |